# Маккейб, Эндрю (спринтер)
Эндрю Маккейб (англ. Andrew McCabe;родился 29 августа 1990 года, Лонгрич, Квинсленд) — австралийский спринтер. Он был членом австралийской 4 × 100 м эстафеты, повторив австралийский рекорд, когда они прошли в финал на Олимпийских играх в Лондоне.

## Внешние ссылки
- Профиль на London2012.com
- Профиль на Австралийской олимпийской сборной
- Профиль по легкой атлетике Австралии
- Маккейб, Эндрю (спринтер) — профиль на сайте IAAF (англ.)